# 秦旦
秦旦（1435年—1525年），字永孚，号养恬，江苏无锡人，明代诗人秦旭之子，明代朝廷旌表孝子。

## 简介
明成化十年（1474年），朝廷旌表秦永孚“刺血療親”的孝行。弘治元年（1488年），又獲得「壽官」冠帶，時年五十三岁。
清乾隆十一年（1746年），寄畅园中的“嘉树堂”改为“双孝祠”，用以供奉秦永孚、秦仲孚兄弟二人，目的是为了褒扬他们剜胸出血疗父心痛、吮痈舐血治母膝伤溃的双孝家风。“双孝祠”原建筑于1937年日军侵华时被毁。

## 家族
父，诗人秦旭；子，秦镗，南京都察院都事；孙，秦瀚；曾孙，秦梁，江西布政使；曾孙，秦禾，浙江金华府知府。